# Meitu
Meitu Inc. (кит. 美图公司) — китайская компания, основанная в 2008 году. Она занимается разработкой программного обеспечения, причём наиболее популярными программами являются редакторы фотографий. В 2015 году была четвёртым по величине разработчиком мобильных приложений в Китае. Ранее выпускала смартфоны, а в 2019 году начала криптовалютные инвестиции.
Компания зарегистрирована на Каймановых островах, штаб-квартира расположена в Сямыне, провинция Фуцзянь. Вне Китая региональные офисы Meitu находятся в Японии, Сингапуре, Бразилии, Индии, Индонезии и США. Акции компании котируются на Гонконгской фондовой бирже.

## История
Компания появилась в 2008 году. Первой её разработкой стал редактор фотографий MeituPic (в ряде источников — просто Meitu) для Microsoft Windows. В 2011 году была выпущена версия этого же приложения для Android и iOS.
В 2013 году компания выпустила 2 новых приложения — BeautyCam и BeautyPlus. В том же году Meitu представила свой первый смартфон Meitu Kiss. В следующем году было запущено социальное приложение Meipai или сокращённо MP (кит. 美拍), предназначенное для съёмки и обмена короткими видеороликами.
В 2015 году были выпущены ещё 2 приложения — MakeupPlus для наложения виртуального макияжа на фотографии и SelfieCity для съёмки самострелов с фильтрами и эффектами. Также появились и новые смартфоны: в апреле — Meitu M4, а в ноябре — Meitu V4 с 21-мегапиксельной фронтальной камерой. А в 2016 году, после выпуска ещё трёх моделей смартфонов, компания вышла на Гонконгскую фондовую биржу. В том же году амбассадором бренда стала китайская актриса Анджелабейби.
В ноябре 2018 года компания объявила о сотрудничестве с Xiaomi, в рамках которого та получит эксклюзивные права на использование марки Meitu в смартфонах и глобальную лицензию на некоторые технологии и доменные имена для выпуска всех будущих смартфонов Meitu, кроме Meitu V7. Разрабатывать смартфоны компании будут совместно, причём Xiaomi предоставит свои аппаратные наработки, а Meitu — технологии для работы с фотографиями. Планировалось, что в течение первого этапа сотрудничества, который продлится не более 5 лет, Xiaomi будет выплачивать Meitu по 10 % прибыли с каждого проданного смартфона под этой маркой. Затем Xiaomi может прервать сотрудничество или перейти к его второму этапу, который будет длиться 30 лет. В это время Meitu будет получать фиксированные суммы прибыли с каждого проданного смартфона, а также 15 % от прибыли с продажи устройств любого другого типа под её брендом. Тем не менее, партнёрство было разорвано уже в марте 2021 года, а компания вернула себе права на торговые марки и лицензии.

## Деятельность
Основу деятельности компании составляет разработка программного обеспечения, связанного с анализом кожи человека, включая фоторедакторы. В частности, был создан проект MeituGenius, имитирующий нанесение макияжа, предназначенный для продавцов и производителей косметики. Помимо программного обеспечения компания производит электронное оборудование, такое как анализаторы кожи, щётки для чистки кожи, «умные» зеркала. В целях диверсификации в начале 2021 года Meitu через дочернюю инвестиционную компанию вложила более 100 млн долларов в криптовалюты.
Выручка компании за 2022 год составила 2,085 млрд юаней ($292 млн). Основными источниками выручки являются VIP-подписка на программные продукты и реклама.
По итогам 2023 года валовый доход Meitu увеличился на 29,3 % по сравнению с 2022 годом и достиг 2,7 млрд юаней (380,4 млн долл. США); чистая прибыль, относящаяся к материнской компании, составила 370 млн юаней, что на 233,2 % больше по сравнению с предыдущим годом; инвестиции в НИОКР составили 640 млн юаней, или 23,6 % от годовой выручки. Подписка на фото-, видео- и дизайнерские продукты принесла компании 1,33 млрд юаней выручки (прирост данного показателя в годовом исчислении составил 52,8 %). По состоянию на конец 2023 года общее число платных подписчиков Meitu превысило 9,11 млн, а количество ее активных пользователей достигло 250 млн в месяц, что на 2,6 % больше в годовом исчислении.
В первой половине 2024 года общие доходы Meitu составили 1,62 млрд юаней (227,5 млн долл. США), увеличившись на 28,6 % в годовом исчислении; выручка сегмента продуктов для обработки изображений и дизайнерских продуктов достигла 930 млн юаней, что на 54,5 % больше по сравнению с аналогичным периодом прошлого года (она составила 57,4 % от общей выручки компании); чистая прибыль составила 270 млн юаней, что на 80,3 % больше по сравнению с аналогичным периодом прошлого года; расходы на НИОКР увеличились на 44,5 % в годовом выражении до 430 млн юаней. По состоянию на конец июня 2024 года число платных подписчиков Meitu превысило 10,81 млн человек, а количество активных пользователей достигло 258 млн в месяц (в том числе за пределами континентальной части Китая — 84,73 млн).

## Смартфоны Meitu
Meitu Kiss
• Meitu M2
• Meitu 1S
• Meitu 2
• Meitu V4
• Meitu M4
• Meitu M4s
• Meitu M6
• Meitu M6s
• Meitu T8
• Meitu M8
• Meitu M8 Hello kitty
• Meitu T8s
• Meitu M8s
• Meitu M8s Special Edition
• Meitu V6
• Meitu T9
• Meitu T9 Cardcaptor Sakura
• Meitu V7
• Meitu V7 Lamborghini

## Программное обеспечение
В активе Meitu несколько приложений, в основном предназначенных для обработки фото и видео. Также компания создала набор стикеров для iMessage — MeituFamily.

## Обвинения в шпионаже
В начале 2017 года эксперт в сфере информационной безопасности заметили, что популярнейшее приложение MeituPic собирает слишком много данных и запрашивает лишние разрешения на доступ. Одновременно с тем была раскритикована и уязвимость приложения к хакерским атакам.
У приложения более 90 критичных уязвимостей. Передача данных не защищена, обработанные в приложении фото можно легко украсть. Оно также имеет доступ к отправке СМС, о чем не уведомляет пользователей. Поскольку это не описано в функциональности приложения, возможность отправки СМС является недекларированной возможностью. Какие СМС он шлет и куда, не очень понятно.Даниил Чернов, эксперт Solar Security
В политике конфиденциальности приложения есть пункт, согласно которому Meitu может использовать собранные данные «в соответствии с законодательством».
Пользователям было рекомендовано не давать разрешение на доступ к истории звонков и номеру телефона.